# Submersion (mathématiques)
Ne doit pas être confondu avec Submersion marine.
En topologie différentielle – une branche des mathématiques –, une submersion ou application submersive entre deux variétés différentielles est une application différentiable dont la différentielle en tout point est surjective.

## Définitions
Soient V et W deux variétés différentielles, f une application différentiable de V dans W et x un point de V.
- On dit que f est une submersion au point x si l'application linéaire tangente Tf(x) est surjective, autrement dit (W étant supposée de dimension finie) : si le rang de Tf(x) est égal à la dimension de W.
- Les points en lesquels f n'est pas une submersion sont appelés ses points critiques, et leurs images sont les valeurs critiques de f. Les valeurs non critiques sont dites régulières (qu'elles soient des valeurs effectivement prises par f ou non).
- On dit que f est une submersion (on dit aussi que l'application f est submersive) si c'est une submersion en tout point de V.

On la différencie :
- de l'immersion (Tf(x) est injective, i.e. son rang est la dimension de V – supposée finie) ;
- du plongement (en plus d'être une immersion, f induit un homéomorphisme de V sur f(V)).

## Théorème
Soit {\displaystyle A={\mathbb {R}}^{n},B={\mathbb {R}}^{p},U} une partie ouverte de {\displaystyle A,f} une application continûment différentiable de {\displaystyle U} dans {\displaystyle B,y} un point de {\displaystyle B} et {\displaystyle V=f^{-1}(y)}. On suppose que {\displaystyle f} est submersive. Alors {\displaystyle V} est une variété de {\displaystyle A} de dimension {\displaystyle n-p}.

## Exemple

Ellipsoide avec a=4, b=2, c=1

Un ellipsoïde {\displaystyle S} est une variété de dimension 2 de l'espace usuel. En effet, par rapport à une origine et une base convenable, {\displaystyle S} admet l'équation {\displaystyle f(x,y,z)=\left({\frac {x}{a}}\right)^{2}+\left({\frac {y}{b}}\right)^{2}+\left({\frac {z}{c}}\right)^{2}=1}. Or, {\displaystyle f} est continûment différentiable et l'on a {\displaystyle {\frac {\partial f}{\partial x}}={\frac {2x}{a^{2}}},{\frac {\partial f}{\partial y}}={\frac {2y}{b^{2}}},{\frac {\partial f}{\partial z}}={\frac {2z}{c^{2}}}}. Le seul point de {\displaystyle {\mathbb {R}}^{3}} où ces trois nombres sont simultanément nuls est l'origine, qui n'appartient pas à {\displaystyle S}.
On voit de même qu'un hyperboloïde à une ou deux nappes, un paraboloïde elliptique ou hyperbolique, sont des variétés de dimension 2 de l'espace usuel.
L'équation de l'espace tangent à de telles variétés en découle.